# Allgemeine Patent- und Musterschutz-Ausstellung

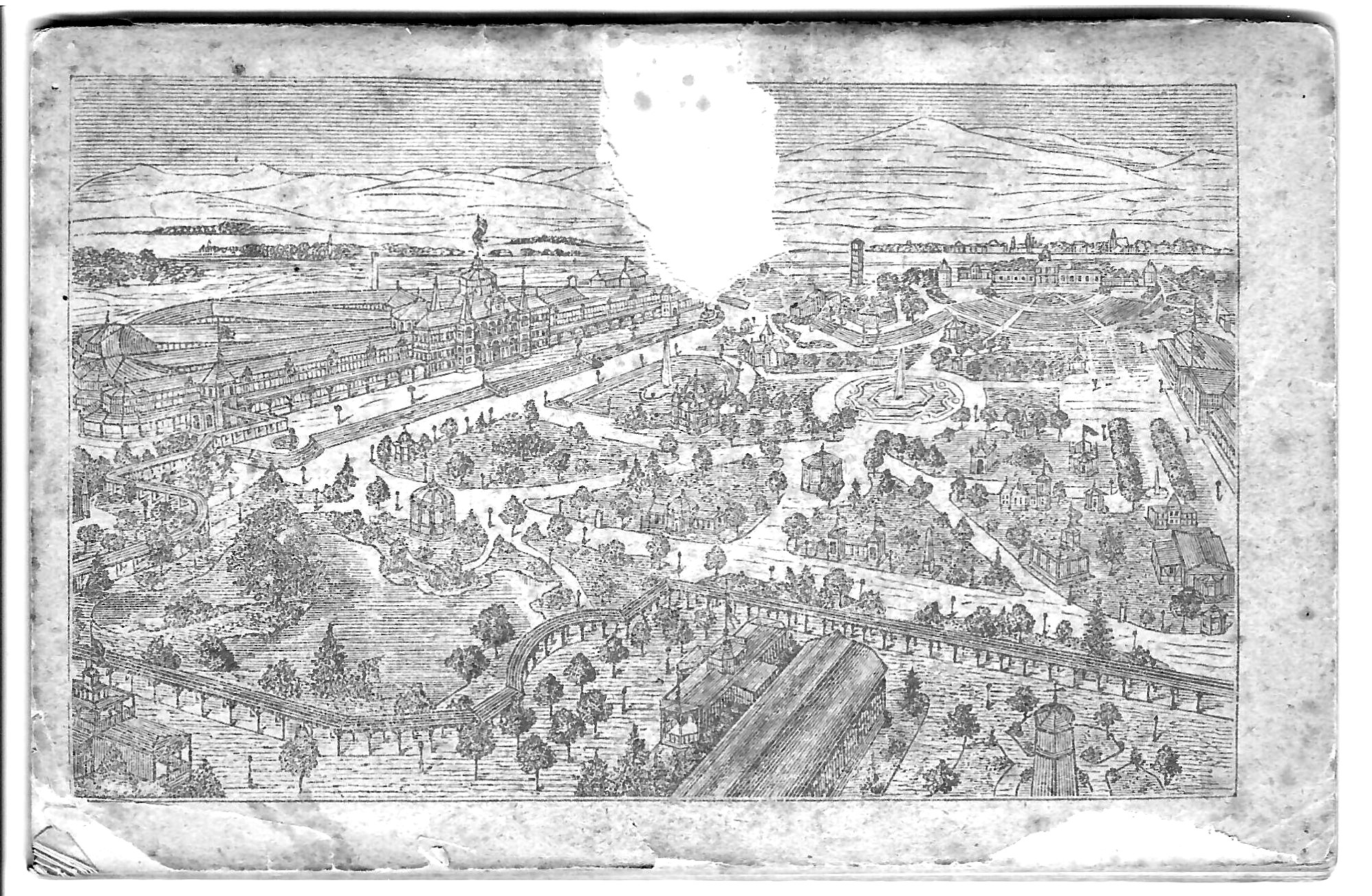
Patent- und Musterausstellung Frankfurt am Main 1881. Schrägansicht der Ausstellungshalle (links)

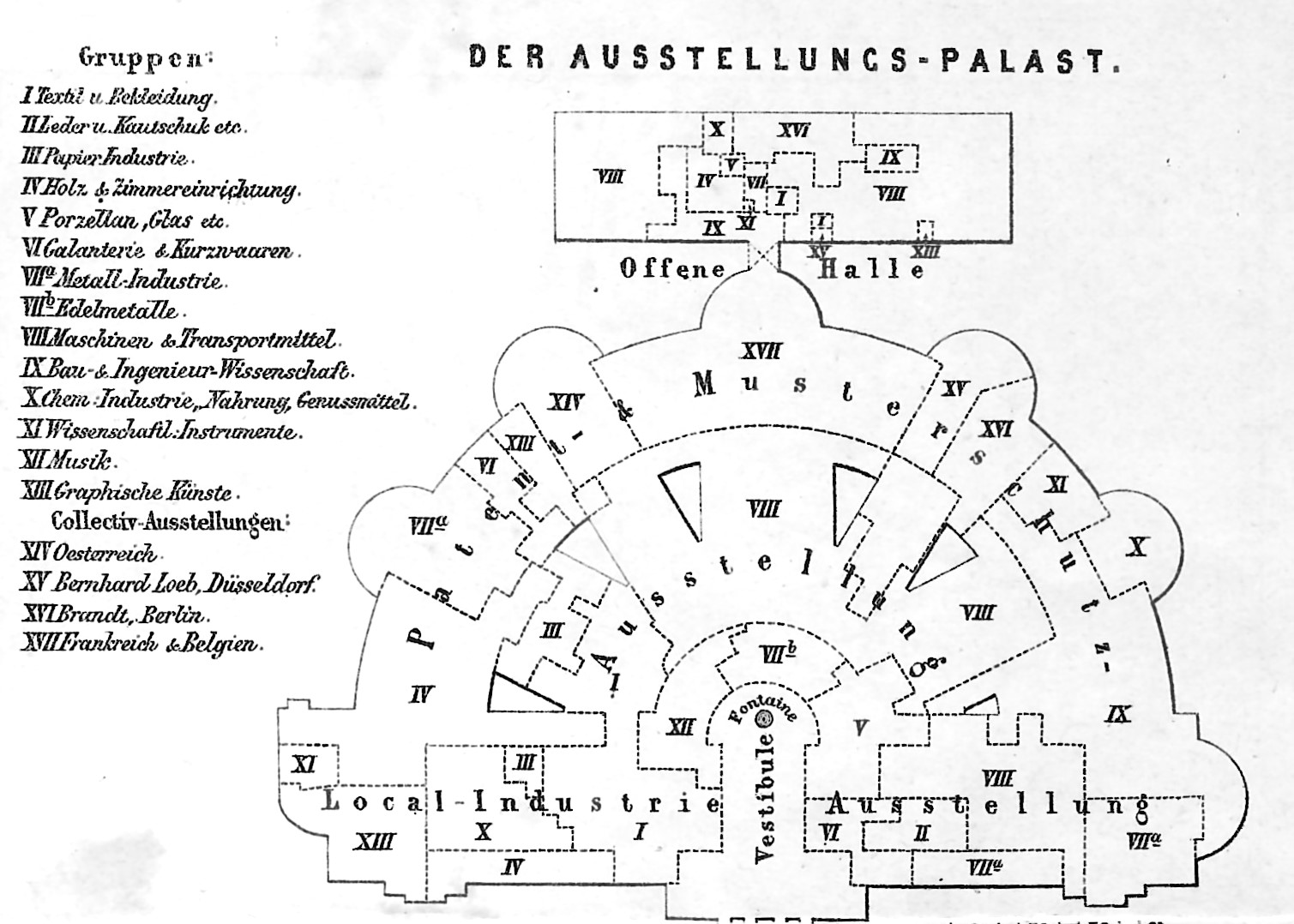
Patent- und Musterausstellung Frankfurt am Main 1881. Plan der Ausstellungshalle

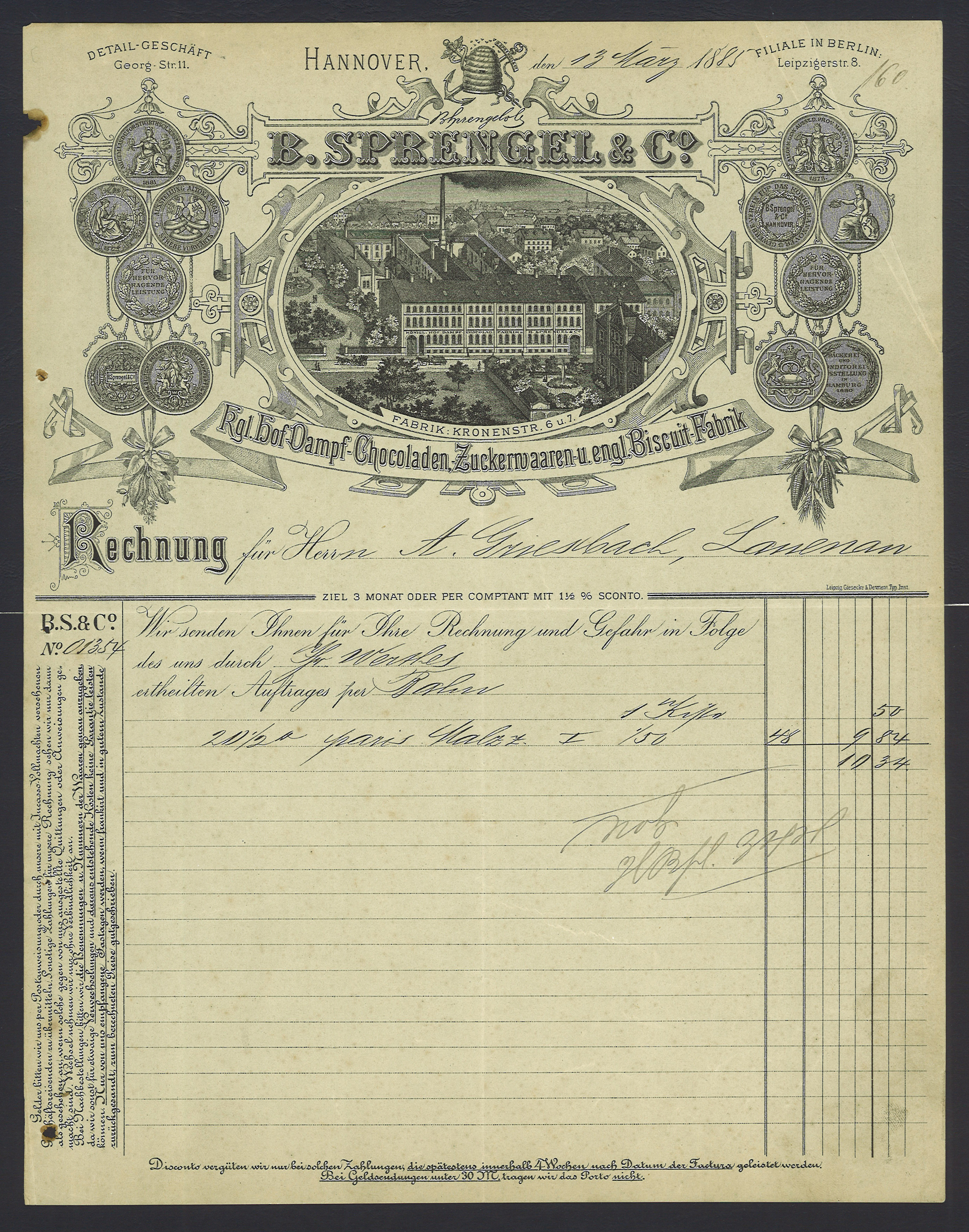
Rechnungsvordruck der Firma Sprengel, darunter die Abbildung einer Medaille von der Ausstellung 1881 in Frankfurt

Die Allgemeine Patent- und Musterschutz-Ausstellung (auch: Allgemeine Deutsche Patent- und Musterschutz-Ausstellung) war eine Ausstellung in Frankfurt am Main im Jahre 1881.

## Geschichte
Die Ausstellung diente der Darstellung und Bewerbung von zum Patent oder zum Musterschutz angemeldeten Handelsprodukten. Sie war verbunden mit Ausstellungen zum Gartenbau, zur Kunst und zur Balneologie. Parallel wurde auch eine "Frankfurter Local-Gewerbeausstellung" und eine historische Kunstausstellung gezeigt. Während der Ausstellung wurden Lose einer Lotterie verkauft, die zuvor durch königlichen Ministeriums-Erlass vom 25. Februar des Jahres genehmigt worden war und für die der Ausstellungs-Vorstand per vorgedruckter Unterschrift bürgte.
Die Ausstellungshalle hat der Frankfurter Architekt und Glasmaler Alexander Linnemann entworfen. Der Bau der Halle dauerte von Mitte Januar 1881 bis 10. Mai 1881.

## Aussteller
Es hatten sich bis Ende 1880 bereits 1200 Aussteller angemeldet. Eine Jury prämierte einzelne Unternehmen mit Ehrendiplomen und Goldmedaillen: 
- Sprengel, Schokoladen- und Süßwarenfabrikant[2]
- Buderus, Eisenverhüttung und Eisenverarbeitung
- Linde, Kältemaschinen
- Magirus, Gerätschaften zur Feuerbekämpfung
- Siemens, Telegraphen Bau-Anstalt
- Thonet, Bugholzmöbel

## Elektrische Bahn

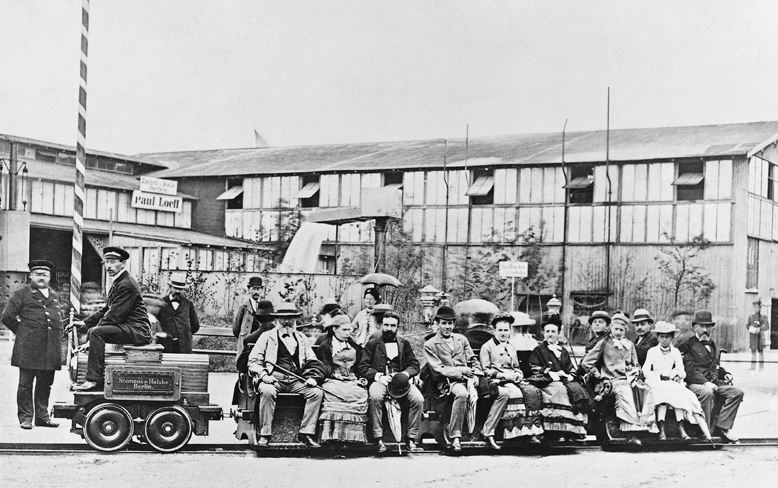
Elektrolokomotive von Werner Siemens auf der Gewerbeausstellung 1879 in Berlin

Von Mai bis September 1881 fuhr im Rahmen der Ausstellung im Palmengarten im Frankfurter Stadtteil Westend eine elektrisch betriebene Bahn mit Fahrgästen. Der Zug entsprach dem, der 1879 mit der ersten Elektrolokomotive von Werner Siemens auf der Berliner Gewerbeausstellung am Lehrter Bahnhof von Siemens & Halske eingesetzt worden war. Der Betrieb der Eisenbahn erfolgte im östlichen Teil des Palmengartens auf einem Rundkurs mit einer Spurweite von 550 mm und einer Geschwindigkeit von 7 km/h. Die Lokomotive mit einer Leistung von 2,2 kW wurde mit Gleichstrom von 150 V betrieben. Die Stromversorgung erfolgte durch eine Stromschiene. Erst 1972 wurde mit dem Palmen-Express wieder eine Parkeisenbahn im Palmengarten eröffnet.